# Sesbania bispinosa
Sesbania bispinosa, també anomenada Sesbania aculeata (Willd.) Pers., és un arbret dins el gènere Sesbania.
És la flor provincial de la província Phra Nakhon Si Ayutthaya, de Tailàndia.

## Distribució i hàbitat
És nativa d'Àsia i Nord d'Àfrica, és comuna a Àfrica tropical on creix com mala herba nociva i ha estat introduïda a Amèrica. Pot créixer en sòls salins.
S. bispinosa es cultiva molt a l'Índia i al Vietnam es cultiva en arrossars com a llenya.

## Descripció
Arbret anual que pot der 7 m d'alt però normalment només en fa un o dos metres. Les flors són grogues.

## Usos
Té molts usos, incloent els d'adob verd, fusta i farratge. Se'n poden fer cordes, xarxes de pesca i pasta de paper.
Les flors grogues de S. aculeata es mengen com verdura. Són més petites que les més corrents de Sesbania grandiflora, però de forma similar.